# 岸本良久
岸本良久（1961年9月17日—），日本男性遊戲開發者。株式會社plophet代表董事社長。

## 人物簡介
岸本良久自1980年代初頭本來在電子遊戲公司Data East從事街機遊戲開發的工作。在轉往株式會社Technōs Japan之後，以「plophet」之商業名稱活躍於自由遊戲設計師和製作人。專門為MINT生產許多個開發名稱。
在其代表作中，他在Data East時期開發過《雷電風暴》、《Road Blaster》這些在1980年代前半風靡一時的雷射光碟遊戲。Technōs Japan時代的代表作有《熱血》系列和《雙截龍》系列等，包括系列始祖《熱血硬派》。至於熱血系列的企劃之由來，有一次岸本提到是以自己在高中時期曾經當過不良少年，也當過暴走族。
於是，岸本憑藉《熱血硬派》和《雙截龍》，在電子遊戲中確立了被稱為清版動作遊戲的遊戲類型之地位。
成為自由職業者後，岸本拓展手機和網頁遊戲的益智遊戲、算命遊戲、桌遊的生產等，以及作為企劃製作擔任消費類游戲機的《SIMPLE1500系列 Vol.28 THE 迷宮RPG》和《俠盜之心 迷宮探險》等。
2010年4月1日，於自由職業者期間以「plophet」的名義，正式成立株式會社plophet。
岸本也是李小龙的影迷，尤其是《龍爭虎鬥》，構成了為熱血系列和雙截龍系列提供開發基礎，其中熱血系列主角國夫的生日，是與李小龍一樣的11月27日。

## 開發作品
1982年
- 《職業足球》（街機（以下「AC」））副導演

1983年
- 《雷電風暴（日语：サンダーストーム）》（街機專用雷射光碟遊戲（以下「LD」））導演

1984年
- 《Road Blaster（日语：ロードブラスター）》（LD）導演

1986年
- 《熱血硬派》（AC）導演

1987年
- 《熱血硬派》（FC）導演
- 《雙截龍》（AC）導演&製作人
- 《熱血高校躲避球部》（AC）導演

1988年
- 《西遊降魔錄 流棒妖技之章（日语：西遊降魔録 流棒妖技ノ章）》（AC）導演
- 《雙截龍》（FC）導演
- 《U.S. Championship V'BALL》（AC）製作人

1989年
- 《雙截龍II 復仇》（AC）導演
- 《雙截龍II 復仇》（FC）製作人
- 《WWF Super Stars》（AC）導演
- 《V'BALL》（FC）製作經理
- 《Blockout（英语：Blockout）》（AC）導演

1991年
- 《雙截龍III 羅塞塔之石》（FC）導演
- 《WWF Wrestle Fest》（AC）製作人
- 《王者密令（日语：すごろクエスト ダイスの戦士たち）》（FC）

1992年
- 《初代熱血硬派國夫君》（超級任天堂（以下「SFC」））導演
- 《Super_Bowling（英语：Super Bowling）》（SNES）製作人
- 《超级双截龙》（SFC）支援導演
- 《龐克勇士（日语：コンバットライブス）》（SFC）製作人

1994年
- 《新·热血硬派 國夫們的挽歌》（SFC）導演
- 《王者密令++ -DICENICS-（日语：すごろクエスト++ -ダイスニクス-）》（SFC）

1995年
- 《奧賽羅世界II 夢與迎向未知的挑戰》（PlayStation（以下「PS」））製作人
- 《超兄貴 究極無敵銀河最強男人》（PS）製作人

1996年
- 《超兄貴 究極…男人的逆襲》（Sega Saturn（以下「SS」））製作人
- 《Slam Dragon》[5]（PS）製作人

1998年
- 《星際牛仔》（PS）製作人

1999年
- （PC）企劃製作

2000年
- 《SIMPLE1500系列 Vol.28 THE 迷宮RPG》（PS）開發製作人&導演
- （PC）企劃製作
- 《Plus e（日语：プラスe）〉（以下「PE」）担当作為家庭餐廳終端的首發成員負責企劃製作
- （PE）企劃製作擔當
- （PE）企劃製作擔當
- （PE）企劃製作擔當
- （PE）企劃、企劃製作擔當
- （PE）企劃、企劃製作擔當
- （PE）企劃、企劃製作擔當
- （PE）企劃製作擔當

2001年
- 《SIMPLE1500系列 Vol.57 THE 迷路》（PS）製作人
- （PE）企劃、企劃製作擔當
- （PE）企劃製作擔當
- （PE）企劃製作擔當
- （PE）企劃製作擔當
- （PE）企劃製作擔當
- （PE）企劃製作擔當
- （PE）企劃製作擔當
- （PE）企劃製作擔當
- （PE）企劃製作擔當
- 《THE 蚊》（PE）企劃指示&企劃製作擔當
- （PE）企劃指示&企劃製作擔當
- （PE）企劃指示&企劃製作擔當

2002年
- （PE）企劃製作擔當
- 《動物島》（PE）企劃指示&企劃製作擔當
- （PE）企劃製作擔當
- 《填字遊戲》（PE）企劃製作擔當
- 《哆啦A夢》（PE）企劃製作擔當
- 《上海》（PE）企劃製作擔當
- 《打磚塊》（PE）企劃指示&企劃製作擔當
- （PE）企劃製作擔當
- （PE）企劃製作擔當
- 《戰略拼圖》（PE）企劃製作擔當
- 《動畫拼圖》（PE）企劃製作擔當
- （PE）企劃製作擔當
- 《大富豪》（PE）企劃製作擔當

2003年
- 《米奇與米妮》（PE）企劃製作擔當
- 《星際寶貝》（PE）企劃製作擔當
- 《機動戰士鋼彈 對戰射擊》（PE）企劃&企劃製作擔當
- 《麵包超人》（PE）企劃&企劃製作擔當
- 《蠟筆小新》（PE）企劃&企劃製作擔當
- 《動物管理員（日语：ZOO KEEPER (ゲーム)）》（PE）企劃製作擔當
- （PE）企劃製作擔當

2004年
- （PE）企劃&企劃製作擔當
- （PE）企劃製作擔當
- 《長江》（PE）企劃製作擔當
- （PE）企劃指示&企劃製作
- 《VIER》（PE）企劃指示&企劃製作擔當
- 《雙截龍GBA（日语：ダブルドラゴン アドバンス）》（Game Boy Advance）特別感謝

2005年
- （PE）企劃指示&設計&企劃製作
- （手機遊戲）企劃指示&企劃製作
- （手機遊戲）企劃指示&企劃製作

2007年
- 《VIER》（Windows，下載內容）
- 《天國與地獄》（Windows，下載內容）
- （Windows，下載內容）
- 《俠盜之心 迷宮探險》（PlayStation 2）製作人

2010年
- 《熱血硬派》（Windows下載內容）製作人&導演

2011年
- 《雙截龍》（Windows下載內容）製作人&導演
- 《熱血硬派特別版（日语：熱血硬派くにおくん すぺしゃる）》（3DS）企劃監修

2012年
- 《桌遊版VIER》（智能手機iOS版、Android版）製作人&導演
- 《熱血總長VIER篇》（智能手機iOS版・Android版）製作人&導演
- 《力的傳說（日语：りき伝説）》（3DS下載）企劃監修
- 《雙截龍NEON》（Xbox、PS3）監修

2013年
- 《熱血硬派特別版 亂鬥協奏曲（日语：熱血硬派くにおくんSP 乱闘協奏曲）》（3DS）企劃監修
- 《熱血硬派真人電視劇版》（真人電影、電視劇）企劃&劇本&監修
- 《RiverCityRansom》（kickstarter，PC遊戲）監修

2017年
- 《雙截龍IV》（Steam、PS4、Switch）導演

2019年
- 《熱血硬派國夫君外傳 熱血少女》（PS4、Switch、Xbox ONE、Steam）特別感謝
- 《熱血外傳 好酷啊！小林》（PS4、Switch、Xbox ONE、Steam）開發協力

## 相關書籍
- 「Enter The Double Dragon」《Yoshihisa Kishimoto：「Enter The Double Dragon」》，法國pixnlove公司2012年發行的自傳。

## 外部連結
- 熱血硬派！ （页面存档备份，存于） （日語）
- 株式會社plophet（plophet Co.,Ltd.）公式官網 （页面存档备份，存于） （日語）
- 真人電視劇版《熱血硬派》官方網站 （页面存档备份，存于） （日語）
- 法國pixnlove （页面存档备份，存于）官方網站 （英文）